# Vundo
Vundo ou Virtumonde est un cheval de Troie connu pour afficher des publicités intempestives pour de faux antivirus dont MS Antivirus, Winfixer, AntiSpyware Master et Spyware Protect 2009.

## Symptômes
Une fois installé sur la machine hôte, le troyen crée un Browser Helper Object (BHO) intitulé Virtumonde.dll dans le registre Windows. Vundo utilise également des fichiers DLL afin d'infecter des processus légitimes de Windows, dont winlogon.exe, explorer.exe et lsass.exe. Le cheval de troie s'implante dans C:\WINDOWS\system32\drivers(ati0dgxx.sys). 
Les pare-feux, les logiciels antivirus et Microsoft Update sont désactivés par le troyen. L'arrière-plan du bureau peut être également modifié signalant qu'il y a un virus sur l'ordinateur. Le système est fortement ralenti, pouvant mener à des plantages fréquents de la machine (BSoD). Le cheval de Troie a également pour effet de fluctuer l'espace disque (+3 à -3 Go) et d'entraver la progression des téléchargements.

## Désinfection
Vundo peut être détecté et supprimé à l'aide des utilitaires Vundofix & Combofix ainsi que par Malwarebytes' Anti-Malware (à lancer en mode sans échec).